# Stanis Idumbo
Stanis Idumbo Muzambo, né le 29 juin 2005 à Melun en France, est un footballeur belge qui joue au poste de milieu de terrain au Séville FC. Il possède également les nationalités française et congolaise (RDC).

## Biographie

### En club
Né à Melun en France de parents congolais,, Idumbo est formé en Belgique, il commence par le RAEC Mons et rejoint successivement le Club Bruges et KAA La Gantoise. Il passe quatre ans dans ce dernier club avant de rejoindre les Pays-Bas et l'Ajax Amsterdam à l’âge de 16 ans.
Lors de sa première saison avec les moins de 17 ans, il dispute déjà quelques matchs avec les catégories supérieures. Mais c’est en 2022-2023 qu’il se distingue réellement, régulièrement décisif en championnat U18 et en Youth League,.
Il fait ses débuts professionnels avec le Jong Ajax le 6 janvier 2023, lors d’un match d’Eerste Divisie contre le FC Eindhoven.
En janvier 2024, il s’engage avec le Séville FC jusqu’en juin 2028. D'abord cantonné à l'équipe réserve avec qui il remporte la Segunda Federación, il gagne peu à peu la confiance de l'entraîneur García Pimienta et dispute finalement ses premières minutes en championnat d'Espagne le 1er septembre 2024, contre le Girona FC.

### En sélections nationales
Dès 2020, Idumbo participe aux rassemblements des sélections juniors belges, à commencer par les moins de 15 ans. Il participe à l'Euro des moins de 17 ans en 2022, marquant deux buts malgré l'élimination de son équipe en phase de groupes.
En juin 2024, il est appelé pour la première fois en équipe de Belgique espoirs, ; il reste toutefois sur le banc lors de ce match amical face au Maroc.

## Style de jeu
Principalement milieu offensif mais également compatible avec le poste d'ailier, il est décrit en 2022 comme « créatif et spectaculaire » par l'hebdomadaire belge Le Vif.

## Statistiques

### En club
| Saison                | Club                  | Championnat           | Championnat | Championnat | Championnat | Coupe(s) nationale(s) | Coupe(s) nationale(s) | Coupe(s) nationale(s) | Total | Total | Total |
| Saison                | Club                  | Division              | M.          | B.          | P.d.        | M.                    | B.                    | P.d.                  | M.    | B.    | P.d.  |
| 2022-2023             | Jong Ajax             | Eerste Divisie        | 12          | 0           | 0           | -                     | -                     | -                     | 12    | 0     | 0     |
| 2023-2024             | Jong Ajax             | Eerste Divisie        | 11          | 3           | 0           | -                     | -                     | -                     | 11    | 3     | 0     |
| Sous-total            | Sous-total            | Sous-total            | 23          | 3           | 0           | -                     | -                     | -                     | 23    | 3     | 0     |
| 2023-2024             | Sevilla Atlético      | Segunda Federación    | 11          | 2           | 0           | -                     | -                     | -                     | 11    | 2     | 0     |
| 2024-2025             | Sevilla Atlético      | Primera Federación    | 1           | 1           | 0           | -                     | -                     | -                     | 1     | 1     | 0     |
| Sous-total            | Sous-total            | Sous-total            | 12          | 3           | 0           | -                     | -                     | -                     | 12    | 3     | 0     |
| 2024-2025             | Séville FC            | Liga                  | 14          | 1           | 1           | 3                     | 0                     | 2                     | 17    | 1     | 3     |
| 2025-2026             | Séville FC            | Liga                  | 1           | 0           | 0           | -                     | -                     | -                     | 1     | 0     | 0     |
| Sous-total            | Sous-total            | Sous-total            | 15          | 1           | 1           | 3                     | 0                     | 2                     | 18    | 1     | 3     |
| Total sur la carrière | Total sur la carrière | Total sur la carrière | 50          | 7           | 1           | 3                     | 0                     | 2                     | 53    | 7     | 3     |

## Palmarès

### En club
|  |  | Sevilla Atlético - Championnat d'Espagne de quatrième division (1) : - Champion : 2024 (Groupe 4) |

## Vie privée
Stanis Idumbo est le frère de Franck Idumbo, également footballeur.